# Голобородько, Андрей Юрьевич
Андре́й Ю́рьевич Голоборо́дько (28 февраля 1977, Красносулинский район, Ростовская область — 16 января 2024, Таганрог, Ростовская область) ― российский политолог, филолог и педагог. Доктор политических наук, кандидат филологических наук, доцент. Директор Таганрогского института имени А. П. Чехова (2016—2024).

## Биография
Родился 28 февраля 1977 года в Красносулинском районе Ростовской области. В 1994 году окончил Ростовский областной педагогический лицей при Таганрогском государственном педагогическом институте, после чего поступил на факультет иностранных языков ТГПИ, который окончил в 1999 году. В 1998―1999 гг. прошёл обучение по совместной российско-французской образовательной программе и получил диплом углубленного знания французского языка.
В 2002 году по окончании аспирантуры в ТГПИ защитил диссертацию на соискание учёной степени кандидата филологических наук (тема: «Когнитивная обусловленность порождения и языкового выражения комического смысла анекдота как единицы диалогического дискурса», научный руководитель — д. ф. н., профессор Л. В. Лисоченко).
В 1999―2000 гг. работал учителем французского и немецкого языков в Покровской средней школе № 3 Неклиновского района Ростовской области.
В 2000―2013 гг. преподавал в Ростовском государственном университете путей сообщения (РГУПС): преподаватель (старший преподаватель, доцент) кафедры «Иностранные языки», заместитель декана Гуманитарного факультета, главный специалист по международному сотрудничеству, проректор по международному сотрудничеству и воспитательной работе, начальник Управления международного сотрудничества; в 2007―2008 гг. работу в РГУПС совмещал с деятельностью в качестве директора культурно-просветительской организации «Альянс Франсез ― Ростовская область».
В 2013 году начал преподавать в Южном федеральном университете (ЮФУ): руководитель Академии педагогического образования, доцент кафедры «Педагогика», начальник Управления международного сотрудничества и внешних связей.
С сентября 2014 года начал работу в Ростовском государственном экономическом университете (РГЭУ (РИНХ)) в должности заместителя директора Таганрогского института имени А. П. Чехова (филиала) РГЭУ (РИНХ). С 1 июня 2016 года ― директор Таганрогского института имени А. П. Чехова (филиала) РГЭУ (РИНХ).
17 июня 2016 года защитил диссертацию на соискание учёной степени доктора политических наук (тема: «Государственная культурная политика в системе обеспечения национальной безопасности современной России», научный консультант — д. п. н., профессор А. В. Понеделков).
Был неоднократно отмечен грамотами и благодарностями Министерства транспорта России, ОАО «Российские железные дороги», Министерства общего и профессионального развития Ростовской области, мэра города Ростова-на-Дону, Ростовской-на-Дону епархии Русской православной церкви.
Занимал пост заместителя председателя Общественного совета при Управления на транспорте МВД России по Северо-Кавказскому федеральному округу.
Был членом Союза журналистов России и членом партии «Единая Россия».
8 сентября 2019 года избран депутатом Городской Думы города Таганрога по одномандатному избирательному округу № 25.
Умер 16 января 2024 года в Таганроге из-за продолжительной болезни.
Был женат, имел двоих детей.